# Obiectivul de Dezvoltare Durabilă 7 al Uniunii Europene
ODD 7 - Energie curată și la prețuri accesibile urmărește asigurarea accesului universal la energie la prețuri accesibile, fiabilă și durabilă. Aceasta include îmbunătățirea eficienței energetice, creșterea ponderii surselor regenerabile și diversificarea în continuare a mixului energetic, asigurând în același timp accesibilitatea energiei pentru cetățeni.
În viața de zi cu zi, bunăstarea noastră și funcționarea economiei depind de servicii energetice fiabile, accesibile și durabile, cum ar fi furnizarea de energie electrică, încălzire și răcire și servicii de transport. Monitorizarea ODD 7 în contextul UE implică analizarea evoluțiilor în ceea ce privește consumul de energie, furnizarea de energie și accesul la energie la prețuri accesibile. UE a înregistrat mici progrese către acest ODD în ultimii cinci ani. În domeniul consumului de energie, UE trebuie să accelereze progresele în lumina obiectivelor mai ambițioase de reducere a consumului de energie pentru 2030, convenite în martie 2023. În domeniul aprovizionării cu energie, UE a făcut progrese în direcția noului obiectiv pentru 2030, care necesită ca sursele regenerabile de energie să atingă o cotă de 42,5%, deși ritmul a încetinit în ultimii ani. UE și-a atins obiectivul pentru 2020 ca energia regenerabilă să atingă o cotă de 20% și și-a redus ușor dependența de import. Accesul la energie la prețuri accesibile s-a îmbunătățit în ultimii ani. Este important de menționat că cele mai recente date prezentate în acest capitol se referă la anul 2021, deci nu reflectă evoluțiile recente legate de efectele invaziei Rusiei în Ucraina asupra consumului și aprovizionării cu energie.

## Indicatori care măsoară progresul către ODD7, UE
| Indicator                                                        | Indicator                                                        | Perioadă            | Rata anuală de creștere | Tendință            | Observații          |
| Consumul de energie                                              | Consumul de energie                                              | Consumul de energie | Consumul de energie     | Consumul de energie | Consumul de energie |
| ---------------------------------------------------------------- | ---------------------------------------------------------------- | ------------------- | ----------------------- | ------------------- | ------------------- |
| Consumul de energie                                              | Consumul primar de energie                                       | 2006–2021           | constatat: –1,0%        | ▼                   | ODD 7               |
| Consumul de energie                                              | Consumul primar de energie                                       | 2006–2021           | necesar: -1,7%[1]       | ▼                   | ODD 7               |
| Consumul de energie                                              | Consumul primar de energie                                       | 2016–2021           | constatat: –0,8%        | ▼                   | ODD 7               |
| Consumul de energie                                              | Consumul primar de energie                                       | 2016–2021           | necesar: -2,2%[1]       | ▼                   | ODD 7               |
| Consumul de energie                                              | Consumul final de energie                                        | 2006–2021           | constatat: –0,5%        | ▼                   | ODD 7               |
| Consumul de energie                                              | Consumul final de energie                                        | 2006–2021           | necesar: -1,3%[1]       | ▼                   | ODD 7               |
| Consumul de energie                                              | Consumul final de energie                                        | 2016–2021           | constatat: –0,2%        | ▼                   | ODD 7               |
| Consumul de energie                                              | Consumul final de energie                                        | 2016–2021           | necesar: -1,7%[1]       | ▼                   | ODD 7               |
| Consumul final de energie în gospodării per locuitor             | Consumul final de energie în gospodării per locuitor             | 2006–2021           | –0,2%                   | ▲                   | ODD 7               |
| Consumul final de energie în gospodării per locuitor             | Consumul final de energie în gospodării per locuitor             | 2016–2021           | 0,8%                    | ▼                   | ODD 7               |
| Productivitate energetică                                        | Productivitate energetică                                        | 2006–2021           | 1,8%                    | ▲                   | ODD 7               |
| Productivitate energetică                                        | Productivitate energetică                                        | 2016–2021           | 1,8%                    | ▲                   | ODD 7               |
| Alimentarea cu energie                                           |                                                                  |                     |                         |                     |                     |
| Ponderea energiei regenerabile în consumul final brut de energie | Ponderea energiei regenerabile în consumul final brut de energie | 2006–2021           | constatat: 4,8%         | ▲                   | ODD 7               |
| Ponderea energiei regenerabile în consumul final brut de energie | Ponderea energiei regenerabile în consumul final brut de energie | 2006–2021           | necesar: 5,9%[1]        | ▲                   | ODD 7               |
| Ponderea energiei regenerabile în consumul final brut de energie | Ponderea energiei regenerabile în consumul final brut de energie | 2016–2021           | constatat: 3,9%         | ▲                   | ODD 7               |
| Ponderea energiei regenerabile în consumul final brut de energie | Ponderea energiei regenerabile în consumul final brut de energie | 2016–2021           | necesar: 6,3%[1]        | ▲                   | ODD 7               |
| Dependența de importul de energie                                | Dependența de importul de energie                                | 2006–2021           | –0,3%                   | ▲                   | ODD 7               |
| Dependența de importul de energie                                | Dependența de importul de energie                                | 2016–2021           | –0,2%                   | ▲                   | ODD 7               |
| Acces la energie la prețuri accesibile                           |                                                                  |                     |                         |                     |                     |
| Populația care nu își poate încălzi suficient locuința           | Populația care nu își poate încălzi suficient locuința           | 2010–2021           | –3,2%                   | ▲                   | ODD 7               |
| Populația care nu își poate încălzi suficient locuința           | Populația care nu își poate încălzi suficient locuința           | 2016–2021           | –5,2%                   | ▲                   | ODD 7               |

Note:

Pentru indicatorii fără țintă sunt prezentate ratele de creștere constatate pe perioadele specificate. Pentru indicatorii cu o țintă UE cuantificată (), sunt prezentate atât ratele de creștere constatate, cât și ratele de creștere care ar fi fost necesare în perioadele specificate pentru îndeplinirea obiectivului

[1] evaluare în raport cu noile obiective de eficiență energetică și energie regenerabilă convenite în martie 2023

## Prezentare generală

### Consumul de energie

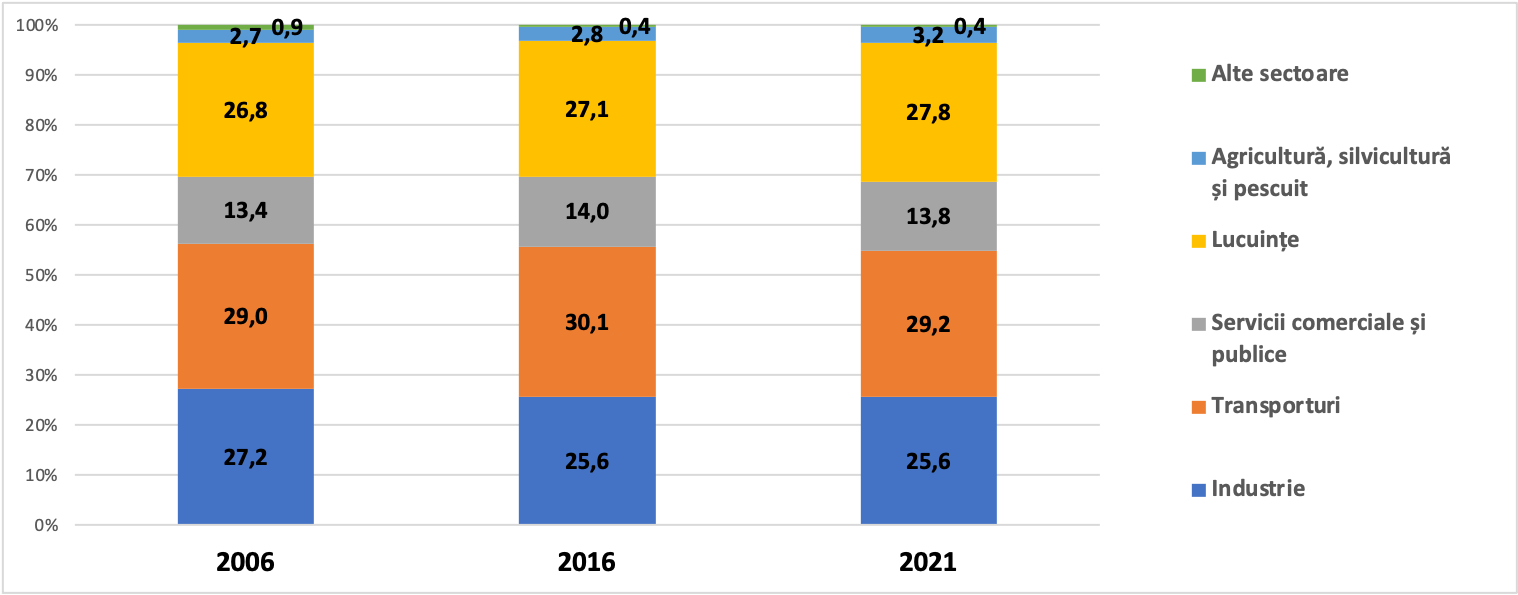
Sursa: Eurostat (online data code: nrg_bal_c))

Creșterea eficienței energetice este unul dintre principalii piloni pentru atingerea unui sistem energetic accesibil, fiabil, durabil și modern, așa cum este prevăzut în ODD 7. Sistemele energetice eficiente reduc consumul și costurile, scad dependențele energetice și diminuează impactul asupra mediului și asupra climei legat de furnizarea și utilizarea energiei. Prin urmare, UE urmărește să îmbunătățească eficiența energetică de-a lungul întregului lanț de aprovizionare cu energie.
Consumul de energie a revenit după ce pandemia de COVID-19 a redus semnificativ consumul în 2020
UE își propune să-și crească eficiența energetică cu cel puțin 32,5% până în 2030, ceea ce ar trebui să fie realizat prin reduceri ale consumului de energie în paralel cu creșterea activității economice. Deoarece ținta a fost stabilită în raport cu previziunile bazate pe tendințele consumului de energie și creșterii economice, a fost tradusă în niveluri absolute ale consumului de energie în scopuri de monitorizare. Acest lucru a echivalat cu un obiectiv inițial de limitare a consumului UE la 1.128 Mtep (milioane de tone echivalent petrol) de energie primară și 846 Mtep de energie finală pe an până în 2030. Cu toate acestea, în primăvara anului 2023, s-a ajuns la un acord pentru a crește ambiția obiectivului pentru 2030, de a limita consumul UE la cel mult 993 Mtep de energie primară și 763 Mtep de energie finală până în 2030.
Consumul de energie primară al UE a cunoscut o tendință generală de scădere din 2006, ajungând la 1.309,0 Mtep în 2021, ceea ce înseamnă o reducere de 13,4% în ultimii 15 ani. În comparație, consumul final de energie a scăzut la 967,9 Mtep sau 7,5% în aceeași perioadă. Diferența de reduceri poate fi urmărită în principal din producția de energie mai eficientă și trecerea la energii regenerabile. Progresul pe termen lung pe ambele fronturi s-a datorat diferiților factori, inclusiv unei tranziții structurale către industrii mai puțin consumatoare de energie în multe state membre și creșterii eficienței utilizării finale în sectorul rezidențial.
Tendința pe termen scurt a fost influențată de o scădere remarcabilă a consumului de energie cu peste 8% în 2020 față de 2019, în principal ca urmare a măsurilor luate pentru combaterea pandemiei de COVID-19. Redresarea economică din 2021 și revenirea la modelele de mobilitate pre-pandemică au crescut cererea de energie, deși consumul a rămas sub nivelurile pre-pandemie. În ansamblu, consumul primar de energie al UE a scăzut cu 4,0% între 2016 și 2021, în timp ce consumul final a scăzut doar cu 0,9%. Îmbunătățiri suplimentare ale eficienței energetice și ale modelelor de consum par necesare pentru ca UE să își îndeplinească ambele obiective noi pentru 2030, mai ambițioase, privind consumul de energie.
Consumul de energie al gospodăriilor UE a crescut ușor
Gospodăriile reprezintă aproximativ un sfert din consumul final de energie. Acasă, oamenii folosesc energia în special pentru încălzire, răcire, gătit, iluminat, în scopuri sanitare și pentru alimentarea aparatelor casnice. Nivelul consumului de energie al gospodăriei depinde în principal de temperaturile exterioare, de performanța energetică a clădirilor, de utilizarea și eficiența aparatelor electrice, precum și de comportamentul și starea economică a locuitorilor (de exemplu, nivelul dorit sau accesibil al acestora de confort termic, frecvența spălării rufelor, utilizarea sistemelor audio-video sau a celor de divertisment și preferințele de iluminat).
Consumul de energie al gospodăriilor a crescut ușor din 2016. În 2021, consumul mediu de energie al gospodăriilor a fost de 586 kgoe (kilograme echivalent petrol) pe locuitor al UE, ceea ce este cu aproximativ 3,9% mai mult decât în 2016. Datele arată o oarecare variabilitate anuală care depinde în principal de condițiile meteorologice din timpul iernii, deoarece mai mult de 60% din energie este utilizată pentru încălzire.
Privite pe termen mai lung, creșterea eficienței energetice, în special în ceea ce privește încălzirea spațiilor, pare să fi echilibrat efectul creșterii populației și al creșterii numărului și mărimii locuințelor. Din 2006, consumul de energie pe locuitor al UE a scăzut cu 3,6%, cu o ușoară tendință de scădere a consumului total de energie al gospodăriilor, compensând o creștere de 2,3% sau 10,4 milioane a populației în aceeași perioadă.
UE și-a crescut productivitatea energetică
Tendințele recente din Europa indică o decuplare a creșterii economice de consumul de energie, care se măsoară folosind produsul intern brut (PIB) și, respectiv, energia brută disponibilă (EBD). Între 2006 și 2021, EBD a scăzut cu 12,4% și astfel cu o cotă similară a scăzut și consumul primar de energie. În aceeași perioadă, PIB-ul real a crescut cu 15,4%. Ca urmare, productivitatea energetică, care măsoară PIB-ul pe unitatea de energie furnizată, a crescut aproape continuu, de la 6,5 EUR/kgep în 2006 la 8,5 EUR/kgep în 2021.

### Alimentarea cu energie
Pentru a realiza un sistem energetic curat și sigur, UE urmărește să crească ponderea energiei regenerabile în consumul final brut de energie. În martie 2023, colegislatorii UE au convenit să mărească ambiția obiectivului UE pentru 2030 de la cel puțin 32% până în 2030 la 42,5%, cu o suplimentare indicativă de 2,5% care ar permite UE să atingă 45%. Majoritatea surselor de energie regenerabilă sunt considerate a fi practic inepuizabile sau regenerabile în timpul vieții umane. În schimb, sursele de energie fosilă se regenerează de-a lungul a milioane de ani și sunt principala sursă de emisii de gaze cu efect de seră (GES) produse de om și, prin urmare, contribuie în mod semnificativ la criza climatică. În plus, combustibilii fosili precum gazul natural și țițeiul sunt importați în principal din afara UE. Această dependență expune consumatorii la costuri semnificative și la riscul apariției unor crize de aprovizionare, așa cum arată reducerea livrărilor de gaze naturale și țiței din Rusia. Riscurile cresc pe măsură ce dependența de o singură țară crește. Prin urmare, UE urmărește să crească producția internă de energie, în special din surse regenerabile, precum și să își reducă consumul de energie și să construiască și să modernizeze infrastructura pentru a permite distribuirea energiei curate în statele membre. UE a introdus, de asemenea, criterii de durabilitate pentru a aborda impactul negativ al anumitor surse de energie regenerabilă, precum energia hidroelectrică și biocarburanții, asupra altor ODD, cum ar fi cele care monitorizează sănătatea, apa sau ecosistemele marine și terestre.
Ponderea surselor regenerabile a continuat să crească în UE, dar un progres mai puternic pare necesar pentru a atinge obiectivul pentru 2030
Utilizarea energiei regenerabile a crescut continuu în UE, dublându-se de la 10,8% din consumul final brut de energie în 2006 la 21,8% în 2021. Reduceri ale costurilor de investiții datorate economiilor de scară și concurenței mai mari, tehnologii mai eficiente, îmbunătățiri ale lanțului de aprovizionare și schemele de sprijin pentru energia regenerabilă au determinat această creștere. Cu toate acestea, este probabil necesară o creștere și mai rapidă pentru ca UE să își atingă obiectivul nou convenit de 42,5% în 2030.
Ponderea energiei regenerabile a crescut în toate cele trei domenii monitorizate, și anume generarea de energie electrică, încălzire și răcire și transport. În 2021, ponderea surselor regenerabile în aceste zone a fost de 37,5%, 22,9% și, respectiv, 9,1%. Cu toate acestea, sunt necesare eforturi suplimentare în aceste sectoare pentru a intensifica tranziția la energie regenerabilă.
În 2021, ponderea energiei regenerabile în consumul final brut de energie a variat foarte mult de la un stat membru la altul, din cauza diferențelor de disponibilitate a surselor regenerabile și a sprijinului financiar și de reglementare. Suedia a avut un avans substanțial cu o cotă de 62,6%, urmată de Finlanda și Letonia cu cote de 43,1% și, respectiv, 42,1%. Aceste cote deosebit de mari au fost atinse folosind hidroenergie și biocombustibili solizi.
În toate statele membre, cea mai mare pondere a producției de energie regenerabilă în 2021 a provenit din biocombustibili solizi (41,4%), urmată de energia eoliană (13,2%) și hidroenergie (11,9%). Biocombustibilii solizi și energia eoliană au avut, de asemenea, cea mai mare contribuție la creșterea absolută a producției de energie regenerabilă între 2016 și 2021. Producția de energie din pompele de căldură a crescut de mai mult de două ori, iar energia solară fotovoltaică a crescut cu două treimi, ceea ce înseamnă că aceste două surse au înregistrat cea mai mare creștere procentuală în această perioadă.
Importurile de combustibili fosili încă acoperă mai mult de jumătate din cererea de energie a UE
În ciuda creșterii continue a surselor de energie regenerabilă în ultimul deceniu, importurile de combustibili din țările din afara UE au rămas o sursă importantă de energie pentru UE în 2021, contribuind la 55,6% din energia brută disponibilă (EBD) – măsurate prin importuri nete (importuri minus exporturi). Aceasta reprezintă doar puțin sub ponderea din 2006, când importurile nete au satisfăcut 58,3% din necesarul de energie al UE. Această stagnare poate fi explicată prin două evoluții opuse. Pe de o parte, UE și-a redus consumul de energie și a sporit utilizarea surselor regenerabile interne. Pe de altă parte, și-a redus producția primară de combustibili fosili din cauza surselor interne epuizate sau neeconomice, în special gazele naturale. Prin urmare, în 2021, importurile nete au fost cele mai mari pentru petrol și produse petroliere - 92,0% importate, urmate de gaze naturale - 83,4% importate și combustibili solizi (predominant cărbune) - 37,4% importate. Importurile nete de energie regenerabilă, inclusiv biocombustibili, au reprezentat 8,9% din energia regenerabilă disponibilă brută în 2021 și doar 1,8% din totalul importurilor nete.
Rusia a continuat să fie principalul furnizor de energie al UE în 2021, reprezentând 44,1% din importurile de gaze, 28,4% din cele de produse petroliere și 52,4% din importurile de combustibil solid din afara UE. Acest lucru arată dependența semnificativă a UE de livrările de energie din Rusia, care, conform celor mai recente date trimestriale, au scăzut semnificativ în 2022, după ce Rusia a tăiat livrările de gaz către UE, iar UE și-a accelerat eliminarea treptată a combustibililor fosili din Rusia prin sancțiuni asupra cărbunelui și țițeiului și prin sporirea eforturilor sale de diversificare. La o oarecare distanță, următorii furnizori de gaze și produse petroliere au fost țările europene din afara UE (în principal Norvegia și Regatul Unit), care au furnizat 18,0% din gaze și 15,4% din importurile de petrol. A doua cea mai mare sursă de combustibili solizi a fost America de Nord, care a furnizat 17,9%. Toate procentele se referă doar la ponderi din totalul importurilor din afara UE, deci nu țin cont de energia comercializată între statele membre.
În 2021, toate statele membre au fost importatoare nete de energie, 16 importând mai mult de jumătate din consumul total de energie din alte țări (țări UE și țări din afara UE). Țările cu cea mai mare pondere a importurilor în 2021 au fost țările insulare Malta (97,1%) și Cipru (89,5%), împreună cu Luxemburg (92,5%), care au importat aproape toată energia necesară.

### Acces la energie la prețuri accesibile
ODD 7 subliniază nevoia de energie la prețuri accesibile din motive de egalitate socială și justiție. Principiul 20 al Pilonului european al drepturilor sociale plasează, de asemenea, energia printre serviciile esențiale la care ar trebui să aibă acces toată lumea. Incapacitatea de a menține locuința suficient de caldă este un indicator bazat pe sondaje, utilizat pentru a monitoriza accesul la energie la prețuri accesibile în întreaga UE. Lipsa accesului la energie la prețuri accesibile este strâns asociată cu niveluri scăzute ale veniturilor, în combinație cu cheltuieli mari pentru energie și standarde slabe de eficiență a clădirilor.
Accesul la energie la prețuri accesibile s-a îmbunătățit din 2012
În ultimii ani, UE a făcut progrese în îmbunătățirea accesului la energie la prețuri accesibile. Între 2012 și 2019, ponderea persoanelor care nu își permit să-și mențină locuințele suficient de calde a scăzut constant, de la 11,2% la 6,9%. În 2020, ponderea a crescut temporar la 7,5%, pentru a scădea din nou la 6,9% în 2021. Datele nu reflectă încă impactul recentelor creșteri ale prețurilor ca urmare a reducerilor din aprovizionarea cu energie din Rusia.
Persoanele cu un venit sub pragul sărăciei au mai multe șanse să raporteze că nu își pot menține locuința suficient de caldă. În 2021, acesta a fost cazul pentru 16,4% dintre persoanele din acest grup, comparativ cu doar 4,9% dintre persoanele cu un venit peste pragul sărăciei.
În 2021, 20 de state membre au indicat că mai puțin de 10% din populația lor a raportat incapacitatea de a-și menține locuințele suficient de calde. Nordul Europei și majoritatea țărilor din Europa de Vest, cu ierni deosebit de reci, au avut cea mai mică pondere de locuitori fără acces la încălzire la prețuri accesibile. În schimb, lipsa încălzirii adecvate pare a fi o problemă în special în sudul și sud-estul Europei. Această distribuție poate fi cauzată în principal de eficiența energetică slabă a clădirilor, inclusiv lipsa unor sisteme de încălzire eficiente și a unei izolații adecvate, ceea ce duce la costuri mai mari de încălzire. În plus, nivelurile de venit în general mai scăzute din aceste regiuni afectează standardele locative și capacitatea de a plăti pentru combustibil. Existența și proiectarea intervențiilor financiare de către guvernele respective ar putea juca un rol important în atenuarea sărăciei energetice și pentru a contribui la încălzirea locuințelor.

## Prezentarea principalilor indicatori

### Definițiile termenilor/conceptelor de energie
- Energia brută disponibilă (EBD) reprezintă cererea totală de energie a unei țări. Se definește ca: producție primară + produse recuperate/reciclate + importuri – exporturi + variații de stoc
- Consumul intern brut de energie (CIB) reprezintă cererea de energie, inclusiv pentru aviația internațională, dar excluzând transportul maritim. Se definește ca: energie brută disponibilă – combustibil pentru transport maritim internațional
- Aprovizionarea totală cu energie reprezintă energia totală livrată și/sau consumată într-o țară, excluzând livrările către transportul aerian internațional și către transportul maritim internațional. Se definește ca: consum intern brut de energie – transport aerian internațional
- Consumul primar de energie (CPE) reprezintă cererea totală de energie a unei țări, inclusiv consumul sectorului energetic în sine, pierderile în timpul transformării și distribuției și consumul final al utilizatorilor finali. Aceasta înseamnă că exclude, de exemplu, gazele naturale utilizate în produse neenergetice, cum ar fi substanțele chimice. Este definit ca: consum intern brut de energie – utilizarea non-energetică a purtătorilor de energie.
- Consumul primar de energie (2020–2030) măsoară progresul către obiectivele UE de eficiență energetică pentru 2020 și 2030. Se diferențiază de consumul primar de energie prin faptul că exclude căldura ambientală. Se definește ca: consumul primar de energie – consumul intern brut de căldură ambientală (pompe de căldură)
- Consumul final brut de energie (sau consumul brut de energie) reprezintă baza pentru măsurarea ponderii energiilor regenerabile conform Directivei 2009/28/CE privind promovarea energiilor regenerabile. Reprezintă mărfurile energetice livrate în scopuri energetice industriei, transporturilor, locuințelor, serviciilor inclusiv servicii publice, agriculturii, silviculturii și pescuitului, consumul de energie electrică și termică de către ramura energetică pentru producerea de energie electrică, termică și combustibil pentru transporturi și pierderile de energie electrică și termică în distribuție și transport
- Consumul final de energie (CFE) măsoară consumul de energie al unei țări de către utilizatorii finali, cum ar fi gospodăriile, industria și transporturile. Exclude energia utilizată de sectorul energetic însuși și pierderile suferite în timpul transformării și distribuției energiei și orice utilizare non-energetică a companiilor de energie. Se definește astfel: consumul de energie primară – consumul sectorului energetic – pierderi de transformare/distribuție – diferențe statistice
- Consumul final de energie (2020–2030) măsoară progresul către obiectivele UE de eficiență energetică pentru 2020 și 2030. Se diferențiază de consumul final de energie prin faptul că exclude căldura ambientală și include transportul aerian internațional și consumul de energie al furnalelor. Se definește astfel: consumul final de energie – consumul final de energie al căldurii ambiante (pompe de căldură) + transportul aerian internațional + intrare furnale (toate produsele) – ieșire furnale (toate produsele) + furnalele din sectorul energetic (toți combustibilii fosili)

### Consumul de energie
Acest indicator măsoară nevoile totale de energie ale unei țări, excluzând toate utilizările non-energetice ale purtătorilor de energie (cum ar fi gazele naturale utilizate pentru producerea de substanțe chimice, nu pentru ardere). Consumul primar de energie reprezintă cererea totală de energie a unei țări înainte de orice transformare energetică, excluzând purtătorii de energie utilizați în scopuri non-energetice. În comparație, consumul final de energie acoperă energia consumată de utilizatorii finali, cum ar fi industria, transporturile, gospodăriile, serviciile și agricultura.
| Loc | Țară              | 2013 | 2014  | 2015  | 2016 | 2017  | 2018  | 2019    | 2020   | 2021    |
|     |                   |      |       |       |      |       |       |         |        |         |
| --- | ----------------- | ---- | ----- | ----- | ---- | ----- | ----- | ------- | ------ | ------- |
| -   | Uniunea Europeană | 3,1  | 3,0 b | 3,1 b | 3,1  | 3,1 b | 3,1 e | 3,0 bep | 2,8 ep | 2,9 bep |
| 1   | Malta             | 2,0  | 2,1   | 1,7   | 1,6  | 1,7   | 1,7   | 1,7     | 1,4    | 1,5     |
| 2   | România           | 1,5  | 1,5   | 1,6   | 1,6  | 1,7   | 1,7   | 1,7 e   | 1,6 e  | 1,7 e   |
| 3   | Portugalia        | 2,0  | 2,0   | 2,1   | 2,1  | 2,2   | 2,2   | 2,2     | 1,9    | 1,9 bp  |
| 4   | Grecia            | 2,1  | 2,1   | 2,2   | 2,1  | 2,2   | 2,1   | 2,1     | 1,8    | 1,9     |
| 5   | Croația           | 1,9  | 1,8   | 1,9   | 1,9  | 2,0   | 2,0   | 2,0     | 1,9    | 2,1     |
| 6   | Letonia           | 2,2  | 2,2   | 2,2   | 2,2  | 2,3   | 2,4   | 2,4     | 2,2    | 2,4     |
| 7   | Lituania          | 2,0  | 2,0   | 2,0   | 2,1  | 2,2   | 2,3   | 2,3     | 2,2    | 2,4     |
| 8   | Spania            | 2,5  | 2,5   | 2,5   | 2,6  | 2,7   | 2,7   | 2,6     | 2,2    | 2,4     |
| 9   | Italia            | 2,5  | 2,4   | 2,5   | 2,4  | 2,5   | 2,4   | 2,4 b   | 2,2    | 2,5     |
| 10  | Cipru             | 2,5  | 2,6   | 2,7   | 2,8  | 2,9   | 2,9   | 2,9     | 2,5    | 2,6     |
| 11  | Ungaria           | 2,3  | 2,2   | 2,4   | 2,4  | 2,5   | 2,5   | 2,5     | 2,5    | 2,6     |
| 12  | Bulgaria          | 2,3  | 2,4   | 2,5   | 2,5  | 2,6   | 2,6   | 2,6     | 2,5    | 2,7     |
| 13  | Irlanda           | 2,8  | 2,9   | 3,0   | 3,1  | 3,0   | 3,0 e | 3,0 e   | 2,7    | 2,8     |
| 14  | Polonia           | 2,5  | 2,4   | 2,4   | 2,5  | 2,6   | 2,7 e | 2,6 e   | 2,6 ep | 2,8 ep  |
| 15  | Danemarca         | 3,2  | 3,0   | 3,0   | 3,0  | 3,0   | 3,0   | 2,9     | 2,6    | 2,8     |
| 16  | Slovacia          | 2,9  | 2,7   | 2,8   | 2,8  | 3,0   | 2,9   | 2,9     | 2,8    | 3,0     |
| 17  | Slovenia          | 3,2  | 3,1   | 3,1   | 3,2  | 3,3   | 3,2   | 3,1     | 2,9    | 3,0     |
| 18  | Germania          | 3,8  | 3,6   | 3,6   | 3,6  | 3,6   | 3,5   | 3,4     | 3,2    | 3,2     |
| 19  | Franța            | 3,8  | 3,6 b | 3,7   | 3,6  | 3,6   | 3,6   | 3,5 p   | 3,1 p  | 3,3 p   |
| 20  | Estonia           | 4,3  | 4,2   | 3,6 b | 4,5  | 4,4   | 4,2   | 3,5     | 3,2    | 3,3     |
| 21  | Țările de Jos     | 3,9  | 3,7   | 3,8   | 3,8  | 3,8   | 3,7   | 3,7     | 3,4    | 3,5     |
| 22  | Austria           | 3,8  | 3,6   | 3,7   | 3,7  | 3,7   | 3,6   | 3,6     | 3,4    | 3,5     |
| 23  | Cehia             | 3,9  | 3,7   | 3,7   | 3,8  | 3,8   | 3,8   | 3,7     | 3,5    | 3,8 b   |
| 24  | Suedia            | 4,8  | 4,7   | 4,5   | 4,6  | 4,6   | 4,6   | 4,5     | 4,0    | 4,2     |
| 25  | Belgia            | 4,4  | 4,0   | 4,1   | 4,3  | 4,3   | 4,1   | 4,2     | 3,8    | 4,2     |
| 26  | Finlanda          | 5,9  | 6,0   | 5,7   | 5,9  | 5,8   | 6,0   | 5,8     | 5,4    | 5,7     |
| 27  | Luxemburg         | 7,9  | 7,5   | 7,3   | 7,1  | 7,2 b | 7,3   | 7,3     | 6,3    | 6,6     |

| Loc | Țară                  | 2013  | 2014  | 2015  | 2016  | 2017  | 2018   | 2019   | 2020  | 2021 |
| --- | --------------------- | ----- | ----- | ----- | ----- | ----- | ------ | ------ | ----- | ---- |
| -   | Norvegia              | 6,1   | 5,2   | 5,2   | 5,0   | 5,2   | 5,2    | 4,8    | 4,7   | N/A  |
| -   | Islanda               | 18,7  | 18,5  | 17,5  | 16,4  | 17,0  | 18,1   | 17,2   | 16,0  | N/A  |
|     |                       |       |       |       |       |       |        |        |       |      |
| -   | Albania               | 0,8   | 0,8   | 0,7   | 0,8   | 0,8   | 0,8    | 0,8    | 0,8   | N/A  |
| -   | Macedonia de Nord     | 1,3   | 1,3   | 1,3   | 1,2   | 1,3   | 1,2    | 1,4    | 1,2   | N/A  |
| -   | Muntenegru            | 1,6   | 1,5   | 1,6   | 1,5   | 1,6   | 1,7    | 1,7    | 1,6   | N/A  |
| -   | Turcia                | 1,4   | 1,5   | 1,6   | 1,7   | 1,8   | 1,8 be | 1,8 be | 1,7   | N/A  |
| -   | Serbia                | 2,0   | 1,8   | 2,0   | 2,1   | 2,1   | 2,1    | 2,1    | 2,2   | N/A  |
| -   | Kosovo                | 1,3 e | 1,2 e | 1,4 e | 1,5 e | 1,4 e | 1,4    | 1,5    | 1,5 e | N/A  |
| -   | Bosnia și Herțegovina | N/A   | 1,6   | 1,7   | 1,9   | 1,9   | 2,1 p  | N/A    | N/A   | N/A  |

b - întrerupere în seriile temporale

e - date estimate

p - date provizorii

bp - întrerupere în seriile temporale, date provizorii

be - întrerupere în seriile temporale, date estimate

ep - date estimate, date provizorii

bep - întrerupere în seriile temporale, date estimate, date provizorii

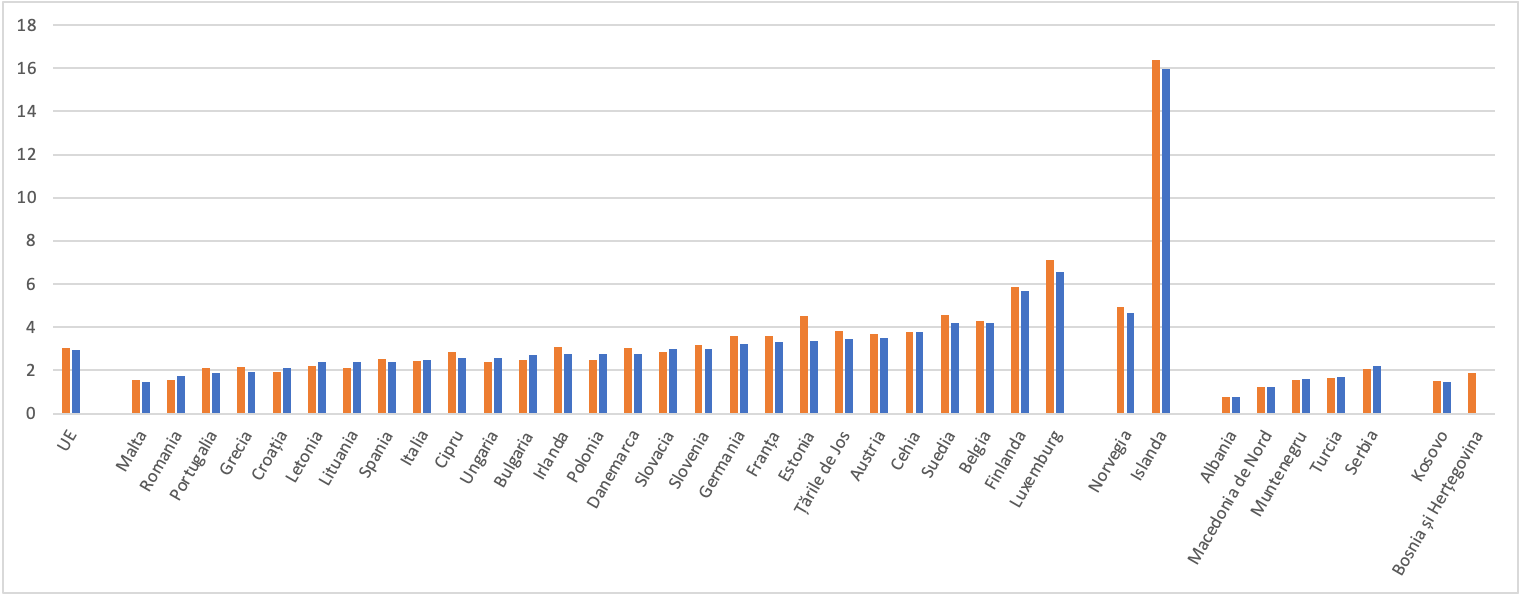
2016
2021
Sursa: Eurostat (online data code: sdg_07_10)

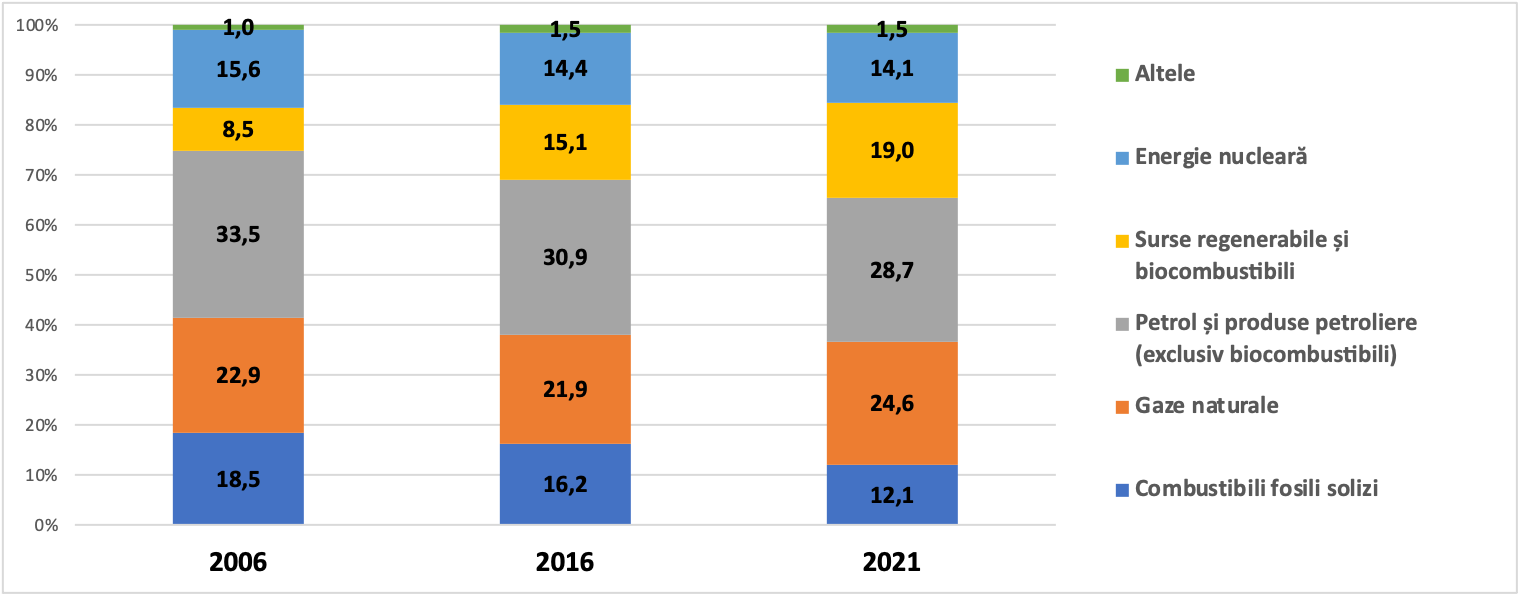
Sursa: Eurostat (online data code: nrg_bal_c))

Sursa: Eurostat (online data code: sdg_07_10)

### Consumul final de energie în gospodării per locuitor

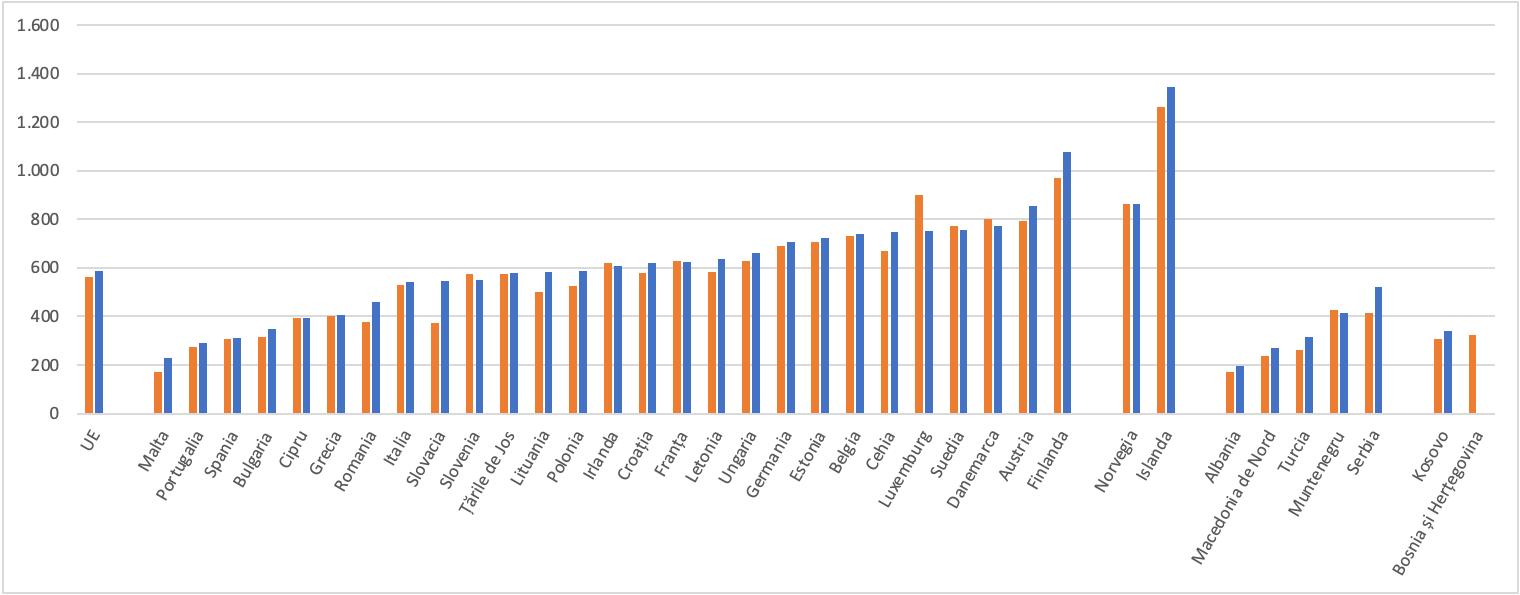
2016
2021
Sursa: Eurostat (online data code: sdg_07_20)

Acest indicator măsoară câtă energie consumă fiecare cetățean acasă, excluzând transportul. Datele nu sunt ajustate în funcție de temperatură, așa că variațiile de la an la an se datorează parțial condițiilor specifice ale vremii.
| Loc | Țară              | 2013  | 2014    | 2015    | 2016  | 2017    | 2018    | 2019      | 2020     | 2021      |
|     |                   |       |         |         |       |         |         |           |          |           |
| --- | ----------------- | ----- | ------- | ------- | ----- | ------- | ------- | --------- | -------- | --------- |
| -   | Uniunea Europeană | 602,0 | 529,0 b | 552,0 b | 564,0 | 565,0 b | 559,0 e | 555,0 bep | 555,0 ep | 586,0 bep |
| 1   | Malta             | 174,0 | 170,0   | 179,0   | 170,0 | 195,0   | 198,0   | 207,0     | 208,0    | 229,0     |
| 2   | Portugalia        | 252,0 | 267,0   | 266,0   | 273,0 | 272,0   | 280,0   | 281,0     | 293,0    | 292,0 bp  |
| 3   | Spania            | 319,0 | 318,0   | 329,0   | 308,0 | 309,0   | 324,0   | 306,0     | 307,0    | 311,0     |
| 4   | Bulgaria          | 308,0 | 300,0   | 306,0   | 316,0 | 328,0   | 317,0   | 310,0     | 344,0    | 349,0     |
| 5   | Cipru             | 354,0 | 343,0   | 382,0   | 392,0 | 398,0   | 385,0   | 408,0     | 408,0    | 394,0     |
| 6   | Grecia            | 348,0 | 353,0   | 412,0   | 403,0 | 409,0   | 364,0   | 382,0     | 400,0    | 405,0     |
| 7   | România           | 386,0 | 372,0   | 372,0   | 376,0 | 395,0   | 399,0   | 400,0 e   | 416,0 e  | 458,0 e   |
| 8   | Italia            | 568,0 | 486,0   | 535,0   | 531,0 | 543,0   | 528,0   | 521,0 b   | 516,0    | 542,0     |
| 9   | Slovacia          | 397,0 | 360,0   | 366,0   | 374,0 | 388,0   | 378,0   | 485,0     | 503,0    | 545,0     |
| 10  | Slovenia          | 602,0 | 514,0   | 565,0   | 575,0 | 560,0   | 523,0   | 506,0     | 518,0    | 550,0     |
| 11  | Țările de Jos     | 679,0 | 541,0   | 561,0   | 575,0 | 558,0   | 553,0   | 537,0     | 521,0    | 577,0     |
| 12  | Lituania          | 496,0 | 478,0   | 468,0   | 500,0 | 515,0   | 540,0   | 518,0     | 513,0    | 582,0     |
| 13  | Polonia           | 539,0 | 501,0   | 501,0   | 524,0 | 528,0   | 594,0 e | 553,0 e   | 557,0 ep | 587,0 ep  |
| 14  | Irlanda           | 640,0 | 574,0   | 605,0   | 619,0 | 594,0   | 625,0 e | 602,0 e   | 642,0    | 608,0     |
| 15  | Croația           | 586,0 | 526,0   | 577,0   | 577,0 | 579,0   | 562,0   | 550,0     | 563,0    | 618,0     |
| 16  | Franța            | 698,0 | 570,0 b | 600,0   | 627,0 | 614,0   | 592,0   | 588,0 p   | 571,0 p  | 623,0 p   |
| 17  | Letonia           | 630,0 | 621,0   | 559,0   | 584,0 | 616,0   | 639,0   | 621,0     | 587,0    | 638,0     |
| 18  | Ungaria           | 628,0 | 556,0   | 607,0   | 627,0 | 643,0   | 595,0   | 581,0     | 613,0    | 661,0     |
| 19  | Germania          | 775,0 | 662,0   | 673,0   | 692,0 | 687,0   | 673,0   | 695,0     | 697,0    | 706,0     |
| 20  | Estonia           | 708,0 | 676,0   | 652,0 b | 707,0 | 714,0   | 712,0   | 717,0     | 711,0    | 725,0     |
| 21  | Belgia            | 818,0 | 666,0   | 731,0   | 731,0 | 717,0   | 707,0   | 686,0     | 683,0    | 741,0     |
| 22  | Cehia             | 691,0 | 623,0   | 642,0   | 671,0 | 680,0   | 663,0   | 652,0     | 668,0    | 749,0 b   |
| 23  | Luxemburg         | 917,0 | 841,0   | 894,0   | 902,0 | 898,0 b | 823,0   | 747,0     | 790,0    | 750,0     |
| 24  | Suedia            | 801,0 | 746,0   | 756,0   | 772,0 | 765,0   | 736,0   | 716,0     | 694,0    | 756,0     |
| 25  | Danemarca         | 799,0 | 735,0   | 782,0   | 801,0 | 781,0   | 769,0   | 755,0     | 735,0    | 772,0     |
| 26  | Austria           | 815,0 | 730,0   | 767,0   | 792,0 | 791,0   | 739,0   | 753,0     | 781,0    | 856,0     |
| 27  | Finlanda          | 951,0 | 939,0   | 904,0   | 972,0 | 1046,0  | 1032,0  | 1020,0    | 956,0    | 1076,0    |

| Loc | Țară                  | 2013    | 2014    | 2015    | 2016    | 2017    | 2018     | 2019     | 2020    | 2021   |
| --- | --------------------- | ------- | ------- | ------- | ------- | ------- | -------- | -------- | ------- | ------ |
| -   | Norvegia              | 884,0   | 822,0   | 846,0   | 864,0   | 869,0   | 867,0    | 850,0    | 846,0   | 864,0  |
| -   | Islanda               | 1233,0  | 1175,0  | 1186,0  | 1262,0  | 1230,0  | 1433,0   | 1259,0   | 1316,0  | 1344,0 |
|     |                       |         |         |         |         |         |          |          |         |        |
| -   | Albania               | 200,0   | 193,0   | 185,0   | 173,0   | 171,0   | 178,0    | 177,0    | 190,0   | 195,0  |
| -   | Macedonia de Nord     | 251,0   | 253,0   | 257,0   | 237,0   | 255,0   | 233,0    | 237,0    | 245,0   | 271,0  |
| -   | Turcia                | 260,0   | 248,0   | 258,0   | 261,0   | 276,0   | 253,0 be | 261,0 be | 276,0   | 314,0  |
| -   | Muntenegru            | 433,0   | 412,0   | 427,0   | 425,0   | 423,0   | 399,0    | 392,0    | 391,0   | 416,0  |
| -   | Serbia                | 397,0   | 386,0   | 398,0   | 414,0   | 406,0   | 406,0    | 411,0    | 506,0   | 520,0  |
| -   | Kosovo                | 272,0 e | 265,0 e | 266,0 e | 309,0 e | 319,0 e | 319,0    | 328,0    | 340,0 e | N/A    |
| -   | Bosnia și Herțegovina | N/A     | 256,0   | 303,0   | 324,0   | 298,0   | 492,0 p  | N/A      | N/A     | N/A    |

b - întrerupere în seriile temporale

e - date estimate

p - date provizorii

bp - întrerupere în seriile temporale, date provizorii

be - întrerupere în seriile temporale, date estimate

ep - date estimate, date provizorii

bep - întrerupere în seriile temporale, date estimate, date provizorii

Sursa: Eurostat (online data code: sdg_07_20)

### Productivitatea energetică

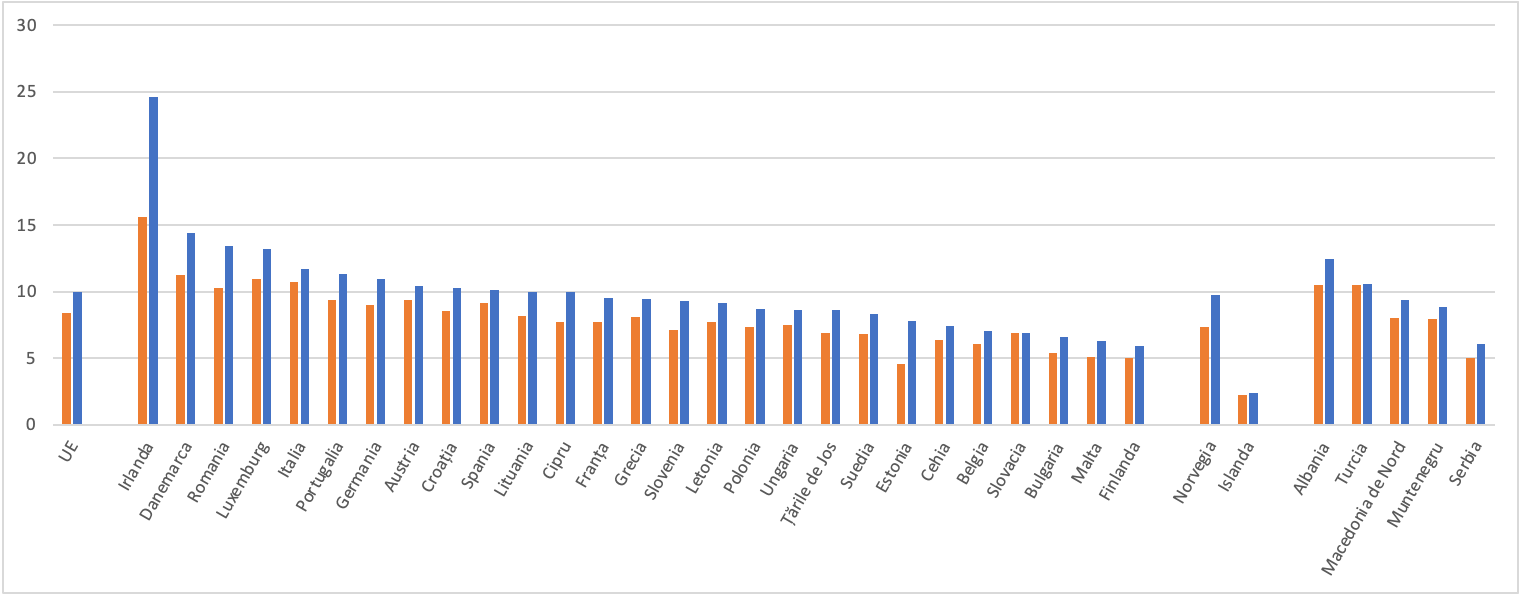
2016
2021
Sursa: Eurostat (online data code: sdg_07_30)

Acest indicator măsoară cantitatea de producție economică produsă pe unitatea de energie brută disponibilă (EBD). Energia brută disponibilă reprezintă cantitatea de produse energetice necesară pentru a satisface întreaga cerere a entităților din aria geografică luată în considerare. Producția economică este fie exprimată în euro în volume corelate (înlănțuite) față de anul de referință 2010 la cursurile de schimb din 2010, fie în unități SPC (standardul puterii de cumpărare).
| Loc | Țară              | 2013 | 2014 | 2015 | 2016 | 2017 | 2018 | 2019 | 2020 | 2021 |
|     |                   |      |      |      |      |      |      |      |      |      |
| --- | ----------------- | ---- | ---- | ---- | ---- | ---- | ---- | ---- | ---- | ---- |
| -   | Uniunea Europeană | 7,6  | 8,0  | 8,2  | 8,4  | 8,5  | 8,9  | 9,3  | 9,8  | 9,9  |
| 1   | Irlanda           | 11,8 | 12,5 | 16,2 | 15,6 | 17,4 | 18,5 | 19,3 | 22,1 | 24,6 |
| 2   | Danemarca         | 10,0 | 10,7 | 11,1 | 11,2 | 11,9 | 12,2 | 12,7 | 14,0 | 14,4 |
| 3   | România           | 8,9  | 9,3  | 9,7  | 10,3 | 10,8 | 11,6 | 12,7 | 13,0 | 13,4 |
| 4   | Luxemburg         | 9,1  | 9,9  | 10,6 | 10,9 | 10,9 | 10,7 | 10,8 | 12,5 | 13,2 |
| 5   | Italia            | 9,8  | 10,4 | 10,2 | 10,7 | 10,7 | 11,0 | 11,4 | 11,7 | 11,7 |
| 6   | Portugalia        | 9,2  | 9,2  | 9,1  | 9,3  | 9,2  | 9,8  | 10,2 | 10,7 | 11,3 |
| 7   | Germania          | 7,9  | 8,6  | 8,7  | 9,0  | 9,3  | 9,8  | 10,2 | 10,8 | 10,9 |
| 8   | Austria           | 8,6  | 9,1  | 9,2  | 9,4  | 9,4  | 10,0 | 10,1 | 10,3 | 10,4 |
| 9   | Croația           | 7,9  | 8,3  | 8,3  | 8,5  | 8,7  | 9,2  | 9,6  | 9,5  | 10,2 |
| 10  | Spania            | 8,5  | 8,9  | 8,9  | 9,2  | 9,2  | 9,4  | 10,0 | 10,0 | 10,2 |
| 11  | Lituania          | 8,0  | 8,4  | 8,3  | 8,2  | 8,3  | 8,6  | 9,2  | 9,4  | 10,0 |
| 12  | Cipru             | 7,8  | 7,4  | 7,7  | 7,7  | 8,0  | 8,3  | 8,8  | 9,5  | 10,0 |
| 13  | Franța            | 7,0  | 7,4  | 7,5  | 7,7  | 8,0  | 8,3  | 8,9  | 9,5  | 9,5  |
| 14  | Grecia            | 7,9  | 8,0  | 8,1  | 8,1  | 8,0  | 8,3  | 8,5  | 9,0  | 9,5  |
| 15  | Slovenia          | 6,5  | 6,9  | 7,2  | 7,1  | 7,3  | 7,8  | 8,4  | 8,7  | 9,3  |
| 16  | Letonia           | 7,0  | 7,3  | 7,7  | 7,7  | 8,0  | 8,4  | 8,4  | 9,0  | 9,1  |
| 17  | Polonia           | 6,8  | 7,3  | 7,6  | 7,4  | 7,4  | 7,5  | 8,2  | 8,5  | 8,7  |
| 18  | Ungaria           | 7,3  | 7,6  | 7,5  | 7,5  | 7,4  | 7,9  | 8,4  | 8,4  | 8,7  |
| 19  | Țările de Jos     | 6,5  | 6,8  | 6,9  | 6,9  | 7,1  | 7,6  | 7,9  | 8,2  | 8,6  |
| 20  | Suedia            | 6,2  | 6,4  | 7,1  | 6,8  | 6,8  | 7,0  | 7,4  | 8,0  | 8,3  |
| 21  | Estonia           | 4,2  | 4,6  | 5,4  | 4,6  | 4,9  | 5,3  | 6,7  | 7,2  | 7,8  |
| 22  | Cehia             | 5,4  | 5,8  | 6,1  | 6,4  | 6,5  | 6,8  | 7,3  | 7,4  | 7,4  |
| 23  | Belgia            | 5,6  | 6,1  | 6,3  | 6,1  | 6,2  | 6,4  | 6,6  | 7,1  | 7,0  |
| 24  | Slovacia          | 6,5  | 7,2  | 7,2  | 6,9  | 6,5  | 6,8  | 7,1  | 7,2  | 6,9  |
| 25  | Bulgaria          | 5,1  | 5,1  | 5,1  | 5,4  | 5,5  | 5,8  | 6,1  | 6,4  | 6,6  |
| 26  | Malta             | 4,8  | 5,1  | 5,2  | 5,1  | 4,7  | 4,9  | 5,2  | 5,2  | 6,3  |
| 27  | Finlanda          | 4,8  | 4,8  | 5,1  | 5,0  | 5,2  | 5,3  | 5,5  | 5,8  | 5,9  |

| Loc | Țară                  | 2013 | 2014 | 2015 | 2016 | 2017 | 2018 | 2019 | 2020 | 2021 |
| --- | --------------------- | ---- | ---- | ---- | ---- | ---- | ---- | ---- | ---- | ---- |
| -   | Norvegia              | 7,7  | 8,2  | 8,5  | 7,3  | 7,5  | 8,1  | 8,3  | 7,9  | 9,8  |
| -   | Islanda               | 1,7  | 1,8  | 2,0  | 2,2  | 2,2  | 2,1  | 2,2  | 2,2  | 2,4  |
|     |                       |      |      |      |      |      |      |      |      |      |
| -   | Albania               | 9,3  | 9,8  | 10,9 | 10,5 | 10,5 | 10,9 | 11,4 | 11,8 | 12,4 |
| -   | Turcia                | 10,7 | 10,8 | 10,9 | 10,5 | 10,3 | 10,5 | 10,1 | 10,3 | 10,5 |
| -   | Macedonia de Nord     | 6,8  | 7,4  | 7,8  | 8,1  | 8,1  | 9,1  | 8,6  | 9,1  | 9,4  |
| -   | Muntenegru            | 6,7  | 7,0  | 7,2  | 8,0  | 8,1  | 8,5  | 8,8  | 8,2  | 8,8  |
| -   | Serbia                | 5,1  | 5,6  | 5,1  | 5,0  | 5,1  | 5,4  | 5,8  | 5,5  | 6,0  |
| -   | Bosnia și Herțegovina | N/A  | 4,8  | 4,9  | 4,6  | 4,8  | 4,6  | 4,9  | 4,9  | 5,2  |

Sursa: Eurostat (online data code: sdg_07_30)

### Ponderea energiei regenerabile în consumul final brut de energie

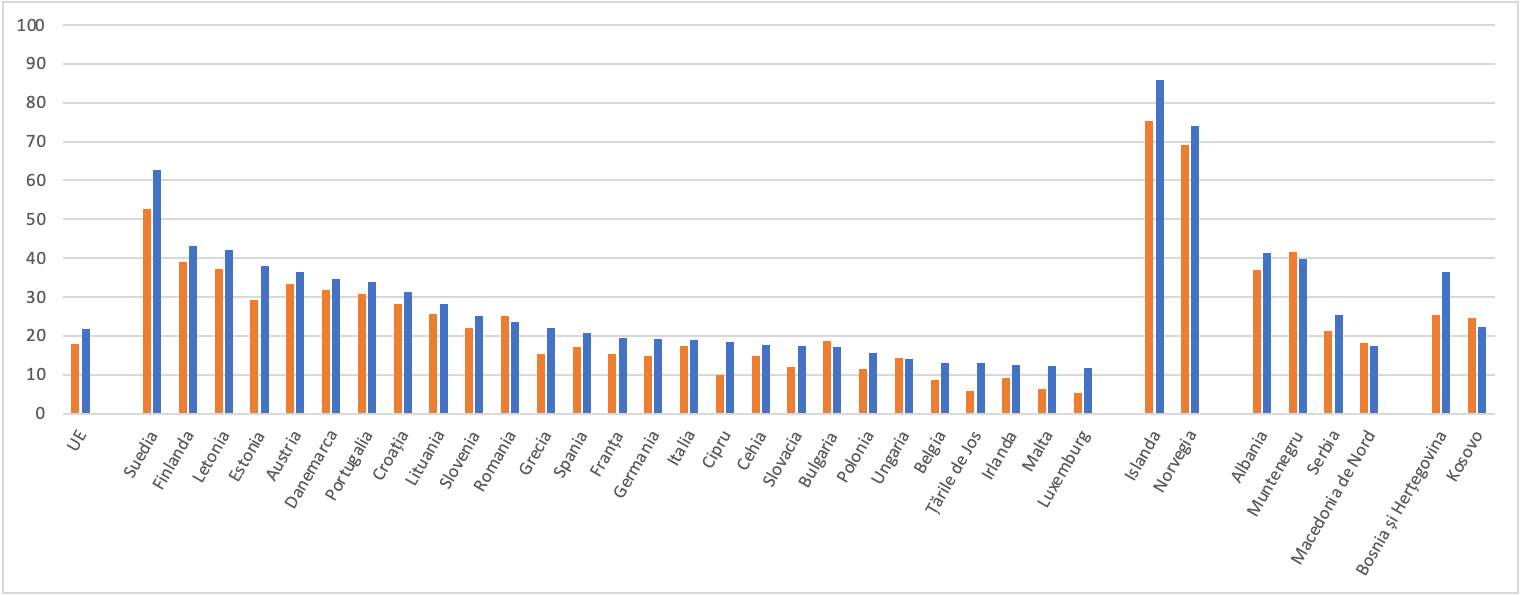
2016
2021
Sursa: Eurostat (online data code: sdg_07_40)

Acest indicator este definit ca ponderea consumului de energie regenerabilă în consumul final brut de energie, în conformitate cu Directiva privind energia din surse regenerabile. Consumul final brut de energie este energia utilizată de consumatorii finali plus pierderile din rețea și consumul propriu al centralelor electrice.
| Loc | Țară              | 2013 | 2014 | 2015 | 2016 | 2017 | 2018 | 2019 | 2020 | 2021 |
|     |                   |      |      |      |      |      |      |      |      |      |
| --- | ----------------- | ---- | ---- | ---- | ---- | ---- | ---- | ---- | ---- | ---- |
| -   | Uniunea Europeană | 16,7 | 17,4 | 17,8 | 18,0 | 18,4 | 19,1 | 19,9 | 22,0 | 21,8 |
| 1   | Suedia            | 50,2 | 51,2 | 52,2 | 52,6 | 53,4 | 53,9 | 55,8 | 60,1 | 62,6 |
| 2   | Finlanda          | 36,6 | 38,6 | 39,2 | 38,9 | 40,9 | 41,2 | 42,8 | 43,9 | 43,1 |
| 3   | Letonia           | 37,0 | 38,6 | 37,5 | 37,1 | 39,0 | 40,0 | 40,9 | 42,1 | 42,1 |
| 4   | Estonia           | 25,4 | 26,1 | 29,0 | 29,2 | 29,5 | 30,0 | 31,7 | 30,1 | 38,0 |
| 5   | Austria           | 32,7 | 33,6 | 33,5 | 33,4 | 33,1 | 33,8 | 33,8 | 36,5 | 36,4 |
| 6   | Danemarca         | 27,2 | 29,3 | 30,5 | 31,7 | 34,4 | 35,2 | 37,0 | 31,7 | 34,7 |
| 7   | Portugalia        | 25,7 | 29,5 | 30,5 | 30,9 | 30,6 | 30,2 | 30,6 | 34,0 | 34,0 |
| 8   | Croația           | 28,0 | 27,8 | 29,0 | 28,3 | 27,3 | 28,0 | 28,5 | 31,0 | 31,3 |
| 9   | Lituania          | 22,7 | 23,6 | 25,7 | 25,6 | 26,0 | 24,7 | 25,5 | 26,8 | 28,2 |
| 10  | Slovenia          | 23,2 | 22,5 | 22,9 | 22,0 | 21,7 | 21,4 | 22,0 | 25,0 | 25,0 |
| 11  | România           | 23,9 | 24,8 | 24,8 | 25,0 | 24,5 | 23,9 | 24,3 | 24,5 | 23,6 |
| 12  | Grecia            | 15,3 | 15,7 | 15,7 | 15,4 | 17,3 | 18,0 | 19,6 | 21,7 | 21,9 |
| 13  | Spania            | 15,1 | 15,9 | 16,2 | 17,0 | 17,1 | 17,0 | 17,9 | 21,2 | 20,7 |
| 14  | Franța            | 13,9 | 14,4 | 14,8 | 15,5 | 15,8 | 16,4 | 17,2 | 19,1 | 19,3 |
| 15  | Germania          | 13,8 | 14,4 | 14,9 | 14,9 | 15,5 | 16,7 | 17,3 | 19,1 | 19,2 |
| 16  | Italia            | 16,7 | 17,1 | 17,5 | 17,4 | 18,3 | 17,8 | 18,2 | 20,4 | 19,0 |
| 17  | Cipru             | 8,4  | 9,1  | 9,9  | 9,8  | 10,5 | 13,9 | 13,8 | 16,9 | 18,4 |
| 18  | Cehia             | 13,9 | 15,1 | 15,1 | 14,9 | 14,8 | 15,1 | 16,2 | 17,3 | 17,7 |
| 19  | Slovacia          | 10,1 | 11,7 | 12,9 | 12,0 | 11,5 | 11,9 | 16,9 | 17,3 | 17,4 |
| 20  | Bulgaria          | 18,9 | 18,1 | 18,3 | 18,8 | 18,7 | 20,6 | 21,5 | 23,3 | 17,0 |
| 21  | Polonia           | 11,5 | 11,6 | 11,9 | 11,4 | 11,1 | 14,9 | 15,4 | 16,1 | 15,6 |
| 22  | Ungaria           | 16,2 | 14,6 | 14,5 | 14,4 | 13,6 | 12,5 | 12,6 | 13,9 | 14,1 |
| 23  | Belgia            | 7,7  | 8,0  | 8,1  | 8,7  | 9,1  | 9,5  | 9,9  | 13,0 | 13,0 |
| 24  | Țările de Jos     | 4,7  | 5,4  | 5,7  | 5,8  | 6,5  | 7,4  | 8,9  | 14,0 | 13,0 |
| 25  | Irlanda           | 7,5  | 8,5  | 9,1  | 9,2  | 10,5 | 10,9 | 12,0 | 16,2 | 12,5 |
| 26  | Malta             | 3,8  | 4,7  | 5,1  | 6,2  | 7,2  | 7,9  | 8,2  | 10,7 | 12,2 |
| 27  | Luxemburg         | 3,5  | 4,5  | 5,0  | 5,4  | 6,2  | 8,9  | 7,0  | 11,7 | 11,7 |

| Loc | Țară                  | 2013 | 2014 | 2015 | 2016 | 2017 | 2018 | 2019 | 2020 | 2021 |
| --- | --------------------- | ---- | ---- | ---- | ---- | ---- | ---- | ---- | ---- | ---- |
| -   | Islanda               | 73,8 | 73,0 | 71,9 | 75,3 | 74,1 | 77,2 | 78,6 | 83,7 | 85,8 |
| -   | Norvegia              | 66,5 | 68,4 | 68,5 | 69,2 | 70,0 | 71,6 | 74,4 | 77,4 | 74,1 |
|     |                       |      |      |      |      |      |      |      |      |      |
| -   | Albania               | 33,2 | 31,9 | 34,9 | 37,0 | 35,8 | 36,6 | 38,0 | 45,0 | 41,4 |
| -   | Muntenegru            | 43,7 | 44,1 | 43,1 | 41,5 | 39,7 | 38,8 | 37,7 | 43,8 | 39,9 |
| -   | Serbia                | 21,1 | 22,9 | 22,0 | 21,1 | 20,3 | 20,3 | 21,4 | 26,3 | 25,3 |
| -   | Macedonia de Nord     | 18,5 | 19,6 | 19,5 | 18,0 | 19,6 | 18,2 | 17,5 | 19,2 | 17,3 |
|     |                       |      |      |      |      |      |      |      |      |      |
| -   | Bosnia și Herțegovina | N/A  | 24,9 | 26,6 | 25,4 | 23,2 | 36,0 | 37,5 | 39,8 | 36,6 |
| -   | Kosovo                | 18,8 | 19,5 | 18,5 | 24,5 | 23,1 | 24,6 | 24,2 | 24,4 | 22,4 |

Sursa: Eurostat (online data code: sdg_07_40)

### Dependența de importul de energie

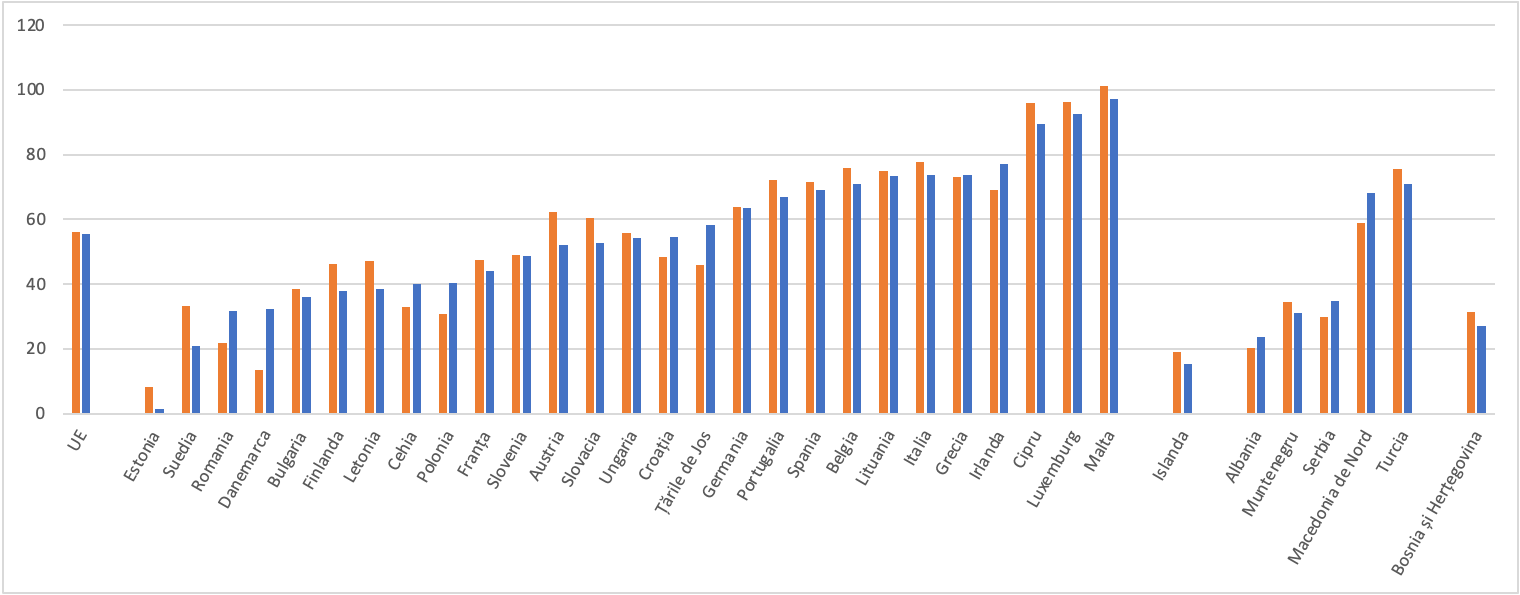
2016
2021
Sursa: Eurostat (online data code: sdg_07_50)

Dependența de importul de energie măsoară ponderea nevoilor totale de energie ale unei țări care sunt satisfăcute de importurile din alte țări. Se calculează ca importurile nete împărțite la energia brută disponibilă (EBD). Dependența de importul de energie = (importuri – exporturi) / energie brută disponibilă.
| Loc | Țară              | 2013  | 2014 | 2015 | 2016  | 2017  | 2018 | 2019 | 2020 | 2021 |
|     |                   |       |      |      |       |       |      |      |      |      |
| --- | ----------------- | ----- | ---- | ---- | ----- | ----- | ---- | ---- | ---- | ---- |
| -   | Uniunea Europeană | 53,9  | 54,4 | 56,1 | 56,2  | 57,5  | 58,1 | 60,5 | 57,5 | 55,5 |
| 1   | Estonia           | 14,5  | 11,6 | 11,2 | 8,1   | 4,6   | 1,2  | 4,7  | 10,5 | 1,4  |
| 2   | Suedia            | 32,8  | 32,3 | 30,1 | 33,3  | 26,7  | 29,1 | 30,0 | 32,0 | 21,0 |
| 3   | România           | 18,3  | 16,7 | 16,7 | 21,9  | 23,3  | 24,3 | 30,3 | 28,2 | 31,6 |
| 4   | Danemarca         | 12,3  | 12,2 | 13,1 | 13,6  | 11,3  | 22,7 | 38,9 | 44,9 | 32,3 |
| 5   | Bulgaria          | 38,3  | 35,2 | 36,4 | 38,5  | 39,4  | 36,3 | 38,1 | 37,9 | 36,1 |
| 6   | Finlanda          | 49,7  | 49,9 | 47,9 | 46,2  | 43,9  | 45,3 | 43,0 | 43,2 | 38,0 |
| 7   | Letonia           | 55,9  | 40,6 | 51,2 | 47,2  | 44,1  | 44,3 | 43,9 | 45,5 | 38,3 |
| 8   | Cehia             | 27,6  | 30,2 | 32,1 | 32,8  | 37,2  | 36,9 | 40,8 | 38,8 | 40,0 |
| 9   | Polonia           | 26,3  | 29,4 | 29,8 | 30,8  | 38,3  | 43,5 | 45,2 | 42,8 | 40,4 |
| 10  | Franța            | 48,0  | 46,2 | 45,9 | 47,4  | 48,8  | 46,8 | 47,5 | 44,4 | 44,2 |
| 11  | Slovenia          | 47,5  | 45,2 | 49,3 | 49,0  | 50,8  | 51,2 | 52,1 | 45,7 | 48,6 |
| 12  | Austria           | 61,3  | 65,6 | 60,4 | 62,1  | 63,9  | 64,2 | 71,6 | 58,4 | 52,0 |
| 13  | Slovacia          | 60,8  | 62,1 | 60,1 | 60,6  | 64,8  | 63,7 | 69,8 | 56,3 | 52,6 |
| 14  | Ungaria           | 50,1  | 59,8 | 53,9 | 55,8  | 62,6  | 58,1 | 69,7 | 56,6 | 54,1 |
| 15  | Croația           | 47,4  | 44,2 | 48,8 | 48,4  | 53,2  | 52,7 | 56,2 | 53,6 | 54,5 |
| 16  | Țările de Jos     | 23,7  | 30,9 | 49,0 | 45,9  | 51,8  | 59,4 | 64,4 | 68,0 | 58,4 |
| 17  | Germania          | 62,4  | 61,8 | 62,1 | 63,8  | 64,0  | 63,5 | 67,1 | 63,7 | 63,5 |
| 18  | Portugalia        | 73,3  | 70,2 | 76,3 | 72,2  | 78,0  | 75,7 | 73,9 | 65,3 | 66,9 |
| 19  | Spania            | 70,0  | 72,6 | 72,7 | 71,5  | 73,9  | 73,6 | 75,0 | 67,9 | 69,1 |
| 20  | Belgia            | 77,8  | 80,1 | 84,1 | 75,9  | 75,3  | 83,0 | 77,6 | 78,0 | 70,8 |
| 21  | Lituania          | 75,6  | 74,9 | 75,5 | 74,8  | 72,0  | 73,9 | 75,2 | 74,9 | 73,3 |
| 22  | Italia            | 76,7  | 75,8 | 77,0 | 77,7  | 77,0  | 76,3 | 77,5 | 73,5 | 73,5 |
| 23  | Grecia            | 61,8  | 65,5 | 71,0 | 72,9  | 71,3  | 70,7 | 74,1 | 81,4 | 73,8 |
| 24  | Irlanda           | 91,6  | 86,2 | 88,8 | 69,1  | 66,9  | 67,6 | 68,6 | 71,2 | 77,0 |
| 25  | Cipru             | 96,1  | 93,1 | 97,3 | 95,8  | 95,9  | 92,5 | 92,8 | 93,2 | 89,5 |
| 26  | Luxemburg         | 97,1  | 96,6 | 96,0 | 96,3  | 95,6  | 95,2 | 95,0 | 92,3 | 92,5 |
| 27  | Malta             | 104,1 | 97,7 | 97,3 | 101,1 | 103,1 | 97,5 | 97,3 | 97,6 | 97,1 |

| Loc | Țară                  | 2013   | 2014   | 2015   | 2016   | 2017   | 2018   | 2019   | 2020   | 2021   |
| --- | --------------------- | ------ | ------ | ------ | ------ | ------ | ------ | ------ | ------ | ------ |
| -   | Islanda               | 13,5   | 14,0   | 16,4   | 18,9   | 18,4   | 19,1   | 16,1   | 12,0   | 15,2   |
| -   | Norvegia              | -508,1 | -565,5 | -675,8 | -611,6 | -595,6 | -563,2 | -560,6 | -618,1 | -616,6 |
|     |                       |        |        |        |        |        |        |        |        |        |
| -   | Albania               | 25,3   | 28,7   | 12,6   | 20,1   | 38,1   | 21,0   | 31,5   | 35,8   | 23,8   |
| -   | Muntenegru            | 23,5   | 29,9   | 30,1   | 34,6   | 40,5   | 31,1   | 32,9   | 27,4   | 31,1   |
| -   | Serbia                | 24,1   | 27,9   | 27,7   | 29,7   | 33,8   | 34,6   | 35,6   | 30,0   | 34,8   |
| -   | Macedonia de Nord     | 46,7   | 51,6   | 52,4   | 58,8   | 56,2   | 58,4   | 58,1   | 63,5   | 68,0   |
| -   | Turcia                | 75,4   | 76,3   | 77,9   | 75,5   | 77,2   | 73,8   | 70,0   | 70,6   | 70,9   |
|     |                       |        |        |        |        |        |        |        |        |        |
| -   | Bosnia și Herțegovina | N/A    | 28,2   | 33,7   | 31,5   | 34,0   | 24,3   | 27,4   | 25,4   | 27,2   |
| -   | Kosovo                | 21,8   | 27,2   | 27,6   | 23,6   | 30,0   | 29,3   | 30,5   | 29,5   | 32,6   |

Sursa: Eurostat (online data code: sdg_07_50)

### Populația care nu își poate încălzi suficient locuințele

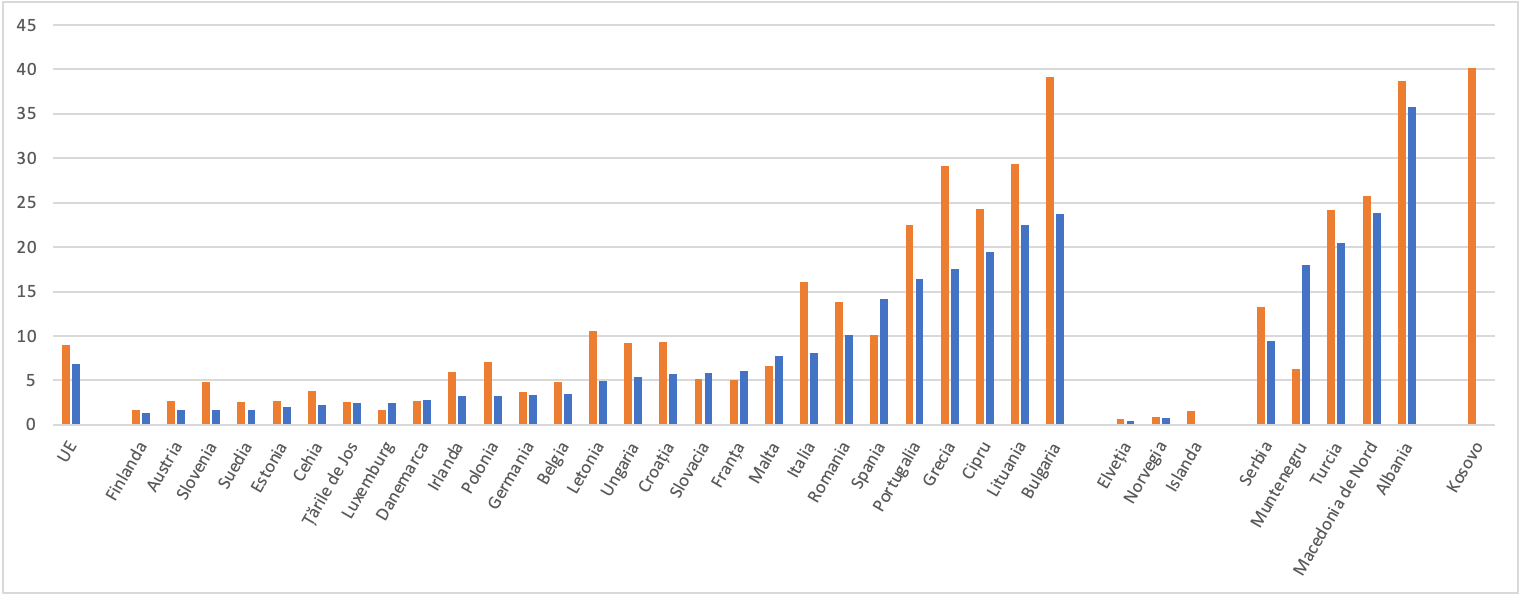
2016
2021
Sursa: Eurostat (online data code: sdg_07_60)

Acest indicator măsoară ponderea persoanelor care nu își permit să-și mențină locuința suficient de caldă. Datele sunt colectate ca parte a Statisticilor UE privind veniturile și condițiile de viață (EU-SILC) pentru a monitoriza ratele sărăciei și incluziunii sociale în UE. Colectarea datelor se bazează pe un sondaj, ceea ce înseamnă că valorile indicatorilor sunt auto-raportate.
| Loc | Țară              | 2014   | 2015  | 2016   | 2017  | 2018  | 2019  | 2020  | 2021   | 2022   |
|     |                   |        |       |        |       |       |       |       |        |        |
| --- | ----------------- | ------ | ----- | ------ | ----- | ----- | ----- | ----- | ------ | ------ |
| -   | Uniunea Europeană | 10,4 e | 9,6 e | 9,0 e  | 8,1 e | 7,6 e | 6,9 e | 7,5   | 6,9    | 9,3    |
| 1   | Finlanda          | 1,5    | 1,7   | 1,7    | 2,0   | 1,7   | 1,8   | 1,8   | 1,3    | 1,4    |
| 2   | Austria           | 3,2    | 2,6   | 2,7    | 2,4   | 1,6   | 1,8   | 1,5   | 1,7    | 2,7    |
| 3   | Slovenia          | 5,6    | 5,6   | 4,8    | 3,9   | 3,3   | 2,3   | 2,8   | 1,7    | 2,6    |
| 4   | Suedia            | 1,1    | 1,2   | 2,6    | 2,1   | 2,3   | 1,9   | 2,7   | 1,7    | 3,3    |
| 5   | Estonia           | 1,7 b  | 2,0   | 2,7    | 2,9   | 2,3   | 2,5   | 2,7   | 2,0    | 3,4    |
| 6   | Cehia             | 6,1    | 5,0   | 3,8    | 3,1   | 2,7   | 2,8   | 2,2   | 2,2    | 2,9    |
| 7   | Țările de Jos     | 2,6    | 2,9   | 2,6 b  | 2,4   | 2,2   | 3,0   | 2,4   | 2,4    | 5,3    |
| 8   | Luxemburg         | 0,6    | 0,9   | 1,7 b  | 1,9   | 2,1   | 2,4   | 3,6 b | 2,5 b  | 2,1 b  |
| 9   | Danemarca         | 2,9    | 3,6   | 2,7    | 2,7   | 3,0   | 2,8   | 3,0   | 2,8    | 5,1    |
| 10  | Irlanda           | 8,9    | 9,0   | 5,9    | 4,4   | 4,4   | 4,9   | 3,3 b | 3,2    | 7,2    |
| 11  | Polonia           | 9,0    | 7,5   | 7,1    | 6,0   | 5,1   | 4,2   | 3,2   | 3,2    | 4,9    |
| 12  | Germania          | 4,9    | 4,1   | 3,7    | 3,3   | 2,7   | 2,5   | 7,0 b | 3,3    | 6,6    |
| 13  | Belgia            | 5,4    | 5,2   | 4,8    | 5,8   | 5,2   | 3,9 b | 4,1   | 3,5    | 5,1    |
| 14  | Letonia           | 16,8   | 14,5  | 10,6   | 9,7   | 7,5   | 8,0   | 6,0   | 4,9    | 7,1    |
| 15  | Ungaria           | 11,6   | 9,6   | 9,2    | 6,8   | 6,1   | 5,4   | 4,2   | 5,4    | 4,7    |
| 16  | Croația           | 9,7    | 9,9   | 9,3    | 7,4   | 7,7   | 6,6   | 5,7   | 5,7    | 7,0    |
| 17  | Slovacia          | 6,1    | 5,8   | 5,1    | 4,3   | 4,8   | 7,8   | 5,7   | 5,8    | 7,1    |
| 18  | Franța            | 5,9    | 5,5   | 5,0    | 4,9   | 5,0   | 6,2   | 6,7 b | 6,0    | 10,9 p |
| 19  | Malta             | 22,3   | 14,1  | 6,6    | 6,3   | 7,6   | 7,8   | 7,2   | 7,8    | 7,6    |
| 20  | Italia            | 18,0   | 17,0  | 16,1   | 15,2  | 14,1  | 11,1  | 8,3   | 8,1    | 8,8    |
| 21  | România           | 12,9   | 13,1  | 13,8   | 11,3  | 9,6   | 9,3   | 10,0  | 10,1   | 15,2   |
| 22  | Spania            | 11,1   | 10,6  | 10,1   | 8,0   | 9,1   | 7,5   | 10,9  | 14,2   | 17,1   |
| 23  | Portugalia        | 28,3   | 23,8  | 22,5   | 20,4  | 19,4  | 18,9  | 17,5  | 16,4 b | 17,5   |
| 24  | Grecia            | 32,9   | 29,2  | 29,1   | 25,7  | 22,7  | 17,9  | 17,1  | 17,5   | 18,7   |
| 25  | Cipru             | 27,5   | 28,3  | 24,3   | 22,9  | 21,9  | 21,0  | 20,9  | 19,4   | 19,2   |
| 26  | Lituania          | 26,5   | 31,1  | 29,3   | 28,9  | 27,9  | 26,7  | 23,1  | 22,5   | 17,5   |
| 27  | Bulgaria          | 40,5 b | 39,2  | 39,2 b | 36,5  | 33,7  | 30,1  | 27,5  | 23,7   | 22,5   |

| Loc | Țară              | 2014  | 2015 | 2016 | 2017 | 2018 | 2019 | 2020 | 2021 | 2022 |
| --- | ----------------- | ----- | ---- | ---- | ---- | ---- | ---- | ---- | ---- | ---- |
| -   | Elveția           | 0,7 b | 0,6  | 0,6  | 0,4  | 0,6  | 0,3  | 0,2  | 0,4  | N/A  |
| -   | Norvegia          | 0,6   | 0,5  | 0,9  | 0,8  | 0,9  | 1,0  | 0,8  | N/A  | N/A  |
| -   | Islanda           | 1,8   | 1,4  | 1,6  | 1,2  | 1,0  | N/A  | N/A  | N/A  | N/A  |
|     |                   |       |      |      |      |      |      |      |      |      |
| -   | Serbia            | 17,1  | 15,2 | 13,3 | 13,1 | 10,0 | 9,9  | 9,5  | 9,4  | N/A  |
| -   | Muntenegru        | 8,6   | 8,6  | 6,3  | 4,5  | 11,2 | 10,3 | 13,2 | 18,0 | N/A  |
| -   | Turcia            | 15,5  | 15,9 | 24,2 | 20,7 | 19,1 | 19,2 | 20,3 | 20,5 | N/A  |
| -   | Macedonia de Nord | 26,1  | 23,4 | 25,7 | 24,0 | 24,9 | 33,1 | 23,8 | N/A  | N/A  |
| -   | Albania           | N/A   | N/A  | N/A  | 38,7 | 33,3 | 36,8 | 35,8 | N/A  | N/A  |
|     |                   |       |      |      |      |      |      |      |      |      |
| -   | Kosovo            | N/A   | N/A  | N/A  | N/A  | 40,2 | N/A  | N/A  | N/A  | N/A  |

b - întrerupere în seriile temporale

e - date estimate

p - date provizorii

Sursa: Eurostat (online data code: sdg_07_60)